# Erskine Hamilton Childers

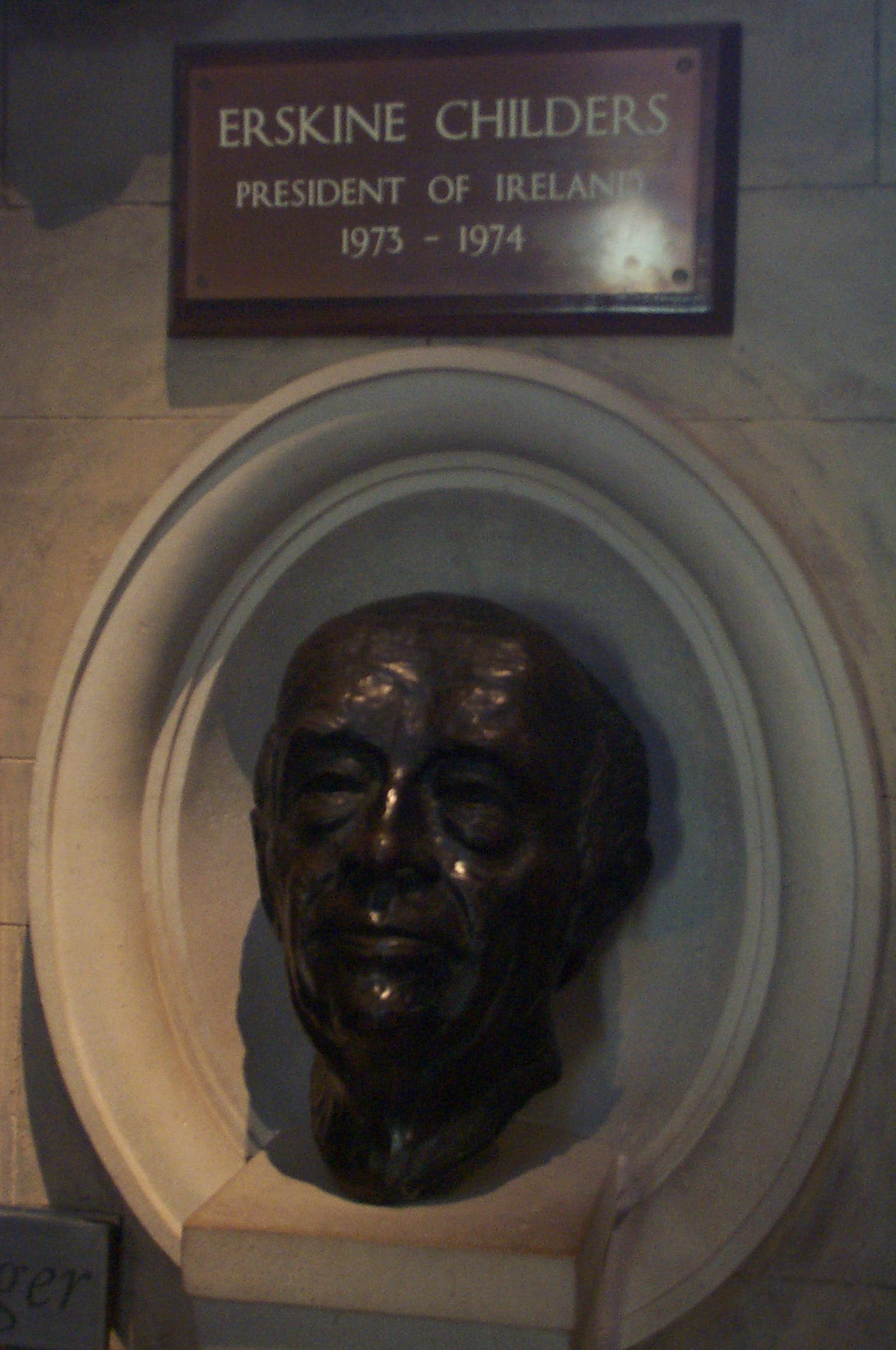
Rzeźba głowy Erskine’ Hamiltona Childersa

Erskine Hamilton Childers (ur. 11 grudnia 1905 w Londynie, zm. 17 listopada 1974 w Dublinie) – irlandzki polityk, działacz Fianna Fáil, wieloletni minister i deputowany do Dáil Éireann, Prezydent Irlandii w latach 1973–1974.

## Życiorys
Syn pisarza i polityka Roberta Erskine’a Childersa, uczestnika wojny domowej, pojmanego przez siły rządowe Wolnego Państwa Irlandzkiego, skazanego na śmierć i rozstrzelanego w 1922. Erskine Hamilton Childers kształcił się w hrabstwie Norfolk, następnie studiował historię w Trinity College na Uniwersytecie Cambridge, którego został absolwentem. Wyjechał później do pracy w Paryżu, do Irlandii na stałe powrócił na początku lat 30. Objął wówczas stanowisko menedżera do spraw reklam w nowo założonym dzienniku „The Irish Press”, kontrolowanym przez rodzinę Éamona de Valery. Od 1936 do 1944 był sekretarzem organizacji gospodarczej Federation of Irish Manufacturers.
W 1938 uzyskał irlandzkie obywatelstwo. Związał się z Fianna Fáil, partią Éamona de Valery. Z jej ramienia w 1938 po raz pierwszy uzyskał mandat posła do Dáil Éireann. Z powodzeniem ubiegał się o reelekcję w dziesięciu kolejnych wyborach (w 1943, 1944, 1948, 1951, 1954, 1957, 1961, 1965, 1969 i 1973). Wielokrotnie sprawował funkcje rządowe, od marca 1944 do stycznia 1947 był parlamentarnym sekretarzem przy ministrze samorządu lokalnego i zdrowia publicznego, następnie do 1948 parlamentarnym sekretarzem przy ministrze samorządu lokalnego.
Od czerwca 1951 do czerwca 1954 był ministrem poczty i telegrafów, od marca 1957 do lipca 1959 pełnił funkcję ministra do spraw ziemi. W lipcu 1959 objął stanowisko ministra bez teki, po czym jeszcze w tym samym miesiącu przeszedł na urząd ministra transportu i energii. Zajmował je do lipca 1969, od listopada 1966 będąc jednocześnie ponownie ministrem poczty i telegrafów. W lipcu 1969 został ministrem zdrowia i wicepremierem w rządzie Jacka Lyncha, pełniąc te funkcje do marca 1973. Był bliskim współpracownikiem premiera, wspierał jego dążenia do rozwiązania konfliktu w Irlandii Północnej oraz do przystąpienia Irlandii do EWG.
W 1973 został kandydatem Fianna Fáil w wyborach prezydenckich. W głosowaniu z 30 maja tegoż roku otrzymał 635 867 głosów, pokonując swojego jedynego kontrkandydata, Toma O’Higginsa z Fine Gael (który dostał 578 771 głosów preferencyjnych). Urząd prezydenta objął 25 czerwca 1973. Zmarł 17 listopada 1974 na skutek zawału serca. Został pochowany w katedrze św. Patryka w Dublinie.

## Życie prywatne
W 1925 zawarł związek małżeński z Ruth Ellen Dow, z którą miał pięcioro dzieci, w tym syna Erskine’a Bartona Childersa, pisarza i urzędnika ONZ. Erskine Hamilton Childers owdowiał w 1950. Dwa lata później jego drugą żoną została Rita Dudley, z którą miał córkę Nessę Childers, działaczkę polityczną. Był protestantem, członkiem Kościoła Irlandii.